# James Crawford (calciatore)
James M. Crawford (Glasgow, 21 maggio 1904 – 30 aprile 1976) è stato un calciatore scozzese, di ruolo attaccante.

## Carriera

### Nazionale
Venne convocato nella nazionale britannica che partecipò ai Giochi olimpici del 1936.